# Devil gate drive
Devil gate drive is een single van Suzi Quatro. Het is afkomstig van haar tweede album Quatro, het ontbrak vreemd genoeg op de Britse persing van dat album. Het lied is geschreven door het producersduo Chinn & Chapman. Zij hadden in de beginjaren ’70 allerlei successen met liedjes voor The Sweet en Mud en de voor die tijd opvallende vrouwelijke basgitariste in het leer Suzi Quatro. Devil gate drive was voorlopig Quatro's laatste succes in Nederland; dat succes kwam pas weer in 1978 op gang met If You Can't Give Me Love. In het Verenigd Koninkrijk werd Devil gate drive de tweede nummer 1-hit van Quatro na Can the can; het was tevens haar laatste nummer 1-hit aldaar.

## Hitnoteringen

### Nederlandse Top 40
| Hitnotering: 09-03-1974 t/m 04-05-1974 | Hitnotering: 09-03-1974 t/m 04-05-1974 | Hitnotering: 09-03-1974 t/m 04-05-1974 | Hitnotering: 09-03-1974 t/m 04-05-1974 | Hitnotering: 09-03-1974 t/m 04-05-1974 | Hitnotering: 09-03-1974 t/m 04-05-1974 | Hitnotering: 09-03-1974 t/m 04-05-1974 | Hitnotering: 09-03-1974 t/m 04-05-1974 | Hitnotering: 09-03-1974 t/m 04-05-1974 | Hitnotering: 09-03-1974 t/m 04-05-1974 | Hitnotering: 09-03-1974 t/m 04-05-1974 |
| Week:                                  | 1                                      | 2                                      | 3                                      | 4                                      | 5                                      | 6                                      | 7                                      | 8                                      | 9                                      |                                        |
| -------------------------------------- | -------------------------------------- | -------------------------------------- | -------------------------------------- | -------------------------------------- | -------------------------------------- | -------------------------------------- | -------------------------------------- | -------------------------------------- | -------------------------------------- | -------------------------------------- |
| Positie:                               | 26                                     | 12                                     | 7                                      | 7                                      | 10                                     | 12                                     | 24                                     | 38                                     | 38                                     | uit                                    |

### NederlandseSingle Top 100
| Hitnotering: 09-03-1974 t/m 20-04-1974 | Hitnotering: 09-03-1974 t/m 20-04-1974 | Hitnotering: 09-03-1974 t/m 20-04-1974 | Hitnotering: 09-03-1974 t/m 20-04-1974 | Hitnotering: 09-03-1974 t/m 20-04-1974 | Hitnotering: 09-03-1974 t/m 20-04-1974 | Hitnotering: 09-03-1974 t/m 20-04-1974 | Hitnotering: 09-03-1974 t/m 20-04-1974 | Hitnotering: 09-03-1974 t/m 20-04-1974 |
| Week:                                  | 1                                      | 2                                      | 3                                      | 4                                      | 5                                      | 6                                      | 7                                      |                                        |
| -------------------------------------- | -------------------------------------- | -------------------------------------- | -------------------------------------- | -------------------------------------- | -------------------------------------- | -------------------------------------- | -------------------------------------- | -------------------------------------- |
| Positie:                               | 17                                     | 12                                     | 5                                      | 6                                      | 12                                     | 18                                     | 28                                     | uit                                    |

### VlaamseRadio 2 Top 30
| Hitnotering: (Week 1) 16-03-1974 Hitnotering: (Week 2 t/m 3) 30-03-1974 t/m 06-04-1974 | Hitnotering: (Week 1) 16-03-1974 Hitnotering: (Week 2 t/m 3) 30-03-1974 t/m 06-04-1974 | Hitnotering: (Week 1) 16-03-1974 Hitnotering: (Week 2 t/m 3) 30-03-1974 t/m 06-04-1974 | Hitnotering: (Week 1) 16-03-1974 Hitnotering: (Week 2 t/m 3) 30-03-1974 t/m 06-04-1974 | Hitnotering: (Week 1) 16-03-1974 Hitnotering: (Week 2 t/m 3) 30-03-1974 t/m 06-04-1974 | Hitnotering: (Week 1) 16-03-1974 Hitnotering: (Week 2 t/m 3) 30-03-1974 t/m 06-04-1974 |
| Week:                                                                                  | 1                                                                                      |                                                                                        | 2                                                                                      | 3                                                                                      |                                                                                        |
| -------------------------------------------------------------------------------------- | -------------------------------------------------------------------------------------- | -------------------------------------------------------------------------------------- | -------------------------------------------------------------------------------------- | -------------------------------------------------------------------------------------- | -------------------------------------------------------------------------------------- |
| Positie:                                                                               | 24                                                                                     | uit                                                                                    | 20                                                                                     | 24                                                                                     | uit                                                                                    |